# Remember That I Love You
 (janvier 2018).
Si vous disposez d'ouvrages ou d'articles de référence ou si vous connaissez des sites web de qualité traitant du thème abordé ici, merci de compléter l'article en donnant les références utiles à sa vérifiabilité et en les liant à la section « Notes et références ».

Remember that I love you est le cinquième album de Kimya Dawson, sorti le 9 mai 2006. Les chansons Tire Swing, Loose Lips, et My Rollercoaster figurent dans la bande-son de Juno, paru en 2007.

## Liste des chansons
1. Tire Swing
2. My Mom
3. Loose Lips
4. Caving In
5. Better Weather
6. Underground
7. I Like Giants
8. The Competition
9. France (Kimya Dawson, David-Ivar Herman Düne)
10. I Miss You
11. 12/26
12. My Rollercoaster

Toutes les chansons ont été écrites par Kimya Dawson, sauf France.